# Лофофора Уильямса
Лофофора Уильямса (Lophophora williamsii (Lem. ex Salm-Dyck) J.M.Coult.) — североамериканский кактус рода Лофофора; ранее известна также как Lophophora fricii. Пейо́тль, или пейо́т — местное название растения и приготовляемого из него напитка. Известен прежде всего благодаря веществу мескалин, содержащемуся в мякоти стеблей дикорастущих лофофор. Индейцы Мексики и юга США почитали пейотль как божество и употребляли его при различных обрядах.
На основании закона США о свободе исповедания традиционных индейских культов церковь коренных американцев использует пейотль в своих церемониях, при том что культивирование и употребление данного растения в США запрещено во всех прочих случаях.

## Распространение и среда обитания
Лофофора Уильямса распространена в северо-восточной Мексике и в южных, приграничных с Мексикой, районах штата Техас.

## Ботаническое описание
Небольшое растение диаметром до 8 см уплощённой шаровидной формы со сглаженными рёбрами и без колючек. Часто даёт множественные детки от общего корня. Корень обладает свойством сокращаться в сухой период и втягивать в грунт надземный стебель.
Ареолы — от плотно опушённых, образующих сплошной жёсткий ковёр над точкой роста, до почти голых.
Цветки появляются на темени (у старых растений одновременно появляется несколько цветков), мелкие, розовые, цветут в течение всего влажного периода.
Плоды — мелкие удлинённые красные ягоды — появляются из шерстистого темени растения в течение всего лета. Плоды малосемянные — в среднем одна ягода содержит 5—10 круглых чёрных семечек, но их бывает и больше, и меньше.
Разновидность Lophophora williamsii f. jordanniana в дикорастущем виде имеет лилово-пурпурные цветки.

## История
Исследователь ацтекского прошлого монах Бернардино де Саагун в книге «Общая история о делах Новой Испании» (1570—1577) оставил первое описание растения, характера его действия на человека и особенности использования:

Есть другая трава, подобная местной смоковнице, называющаяся пейотль. Она белая, растёт там, в области дротиков, на равнине, которая называется «путь мёртвых», в северной части. Те, кто её съедает или пьёт, видят ужасные или смешные видения, как после грибов. Длится этот дурман один день, два или три дня, а потом исчезает. Тем не менее, наносит вред сердцу; приводит в беспорядок, опьяняет, овладевает людьми. Это обычная пища народа чичимеков, потому что она поддерживает их и воодушевляет на битву и бесстрашие, и не чувствуется ни жажда, ни голод, и говорят, что она предохраняет их от любой опасности. Пью пейотль. Мучаюсь <…> Пейотль. Это лекарство от лихорадок, перемежающихся с холодом. Только немного, только самую малость съедают, пьют..

## Как домашнее растение
Лофофора Уильямса технически может выращиваться дома. Условия содержания типичные для растений североамериканских пустынь — с абсолютно сухой зимовкой, коротким периодом экономного летнего полива, лёгкой, хорошо пропускающей воздух и воду почвой с минимальным содержанием гумуса и глины. Весной следует защищать растение от прямого солнечного света, постепенно снимая притенение. Цветение возможно после семи-восьми полноценных сухих зимовок. Плоды часто появляются на следующий год после цветения.

## Запрет на культивирование в Российской Федерации
Культивирование Lophophora williamsii в России законодательно запрещено с 2004 года — уголовная ответственность по ст. 231 Уголовного кодекса Российской Федерации наступает при выращивании более двух экземпляров растения. В списке размеров растений для целей статей УК РФ 228, 228-1, 229 и 229-1 значительным размером для лофофоры Уильямса считается 50 г, крупным — 250 г, особо крупным — 25 000 г.